# تحت راية القرآن
كتاب تحت راية القرآن هو كتاب لمصطفى صادق الرافعي – الكتاب كما يقول الرافعي هو لتبيان غلطات المجددين الذي يريدون بأغراضهم وأهوائهم أن يبتلوا الناس في دينهم وأخلاقهم ولغتهم.

## أصل الكتاب
هو في الأصل مجموعة مقالات كان ينشرها في الصحف في أعقاب خلافه مع طه حسين وكتابه «في الشعر الجاهلي» حيث تحتل معظم صفحات كتاب تحت راية القرآن ردود على كتاب طه حسين.